# Amenemhat IV
Amenemhat IV of Amenemhet IV is de zevende en voorlaatste koning van de 12e dynastie van het oude Egypte.

## Biografie
Koning Amenemhat IV was de zoon van Amenemhat III. Doordat zijn vader lang heeft kunnen regeren moest hij lang wachten op de troon. Hij heeft naar alle waarschijnlijkheid geen zonen gekregen en zijn halfzuster Neferoesobek volgde hem waarschijnlijk op.
Sommige van zijn monumenten zijn nu nog te vinden en er is maar weinig bekend over zijn regering. Volgens Manetho heeft de koning 8 jaar geregeerd. De Turijnse koningslijst vermeldt een regeerperiode van 9 jaar en 4 maanden. Deze korte regering is bevestigd door schaarse bronnen. Dat bewijst dat hij al een man van middelbare leeftijd was toen hij farao werd.